# سانایی (متروی استانبول)
سانایی (انگلیسی: Sanayi) یکی از ایستگاه‌های خط ام۲، متروی استانبول است.
این ایستگاه که در مابین منطقه لونت و ماسلاک در خیابان بویوکدره قرار دارد در سال ۲۰۰۹ تأسیس شده‌است.